# Pseudotrachypus spiculatus
Pseudotrachypus spiculatus là một loài rêu trong họ Trachypodaceae. Loài này được (Mitt.) W.R. Buck mô tả khoa học đầu tiên năm 1994.